# Зоя Римская
Зоя Римская (ум. 286) — раннехристианская святая, мученица.

## Биография
Зоя происходила из знатной семьи и была замужем за Никостратом, высокопоставленным судебным чиновником Римской империи во времена императора Диоклетиана. Это был период гонений на христиан.
Зоя очень почитала апостола Петра и молилась на его могиле, где и была арестована за свою веру.
Приняла мученическую смерть через повешение на дереве и сожжение на костре.

## Прославление
Мощи святой Зои Римской хранятся в базилике Санта-Прасседе на Эсквилинском холме в Риме.
День памяти в Католической церкви — 5 июля, в православной — 18 (по григорианскому календарю — 31) декабря.

## Источник
- Alfredo Cattabiani, Santi d’Italia, Volume secondo, Milano, BUR, 2004. ISBN 88-17-00335-2, pag. 855.